# RMPO
Rate Monotonic Prioriy Ordering es un algoritmo de asignación estática de prioridades. Creado por Lind y Lagland en 1973, se basa en la frecuencia de actuación de las tares. Tareas con periodo menor tendrán mayor prioridad.
Ti>Tj → Prio(i)<Prior(j)
RMPO parte de la idea de que tareas "más importantes" (frecuencia de actuación mayor) deben tener una prioridad mayor. Aunque sea una idea muy intuitiva no es la más acertada; RMPO solo es óptimo (produce una asignación de prioridades, en la que las tareas cumplen todos sus deadlines) cuando el periodo es igual al deadline.
RMPO es óptimo si Di=Ti para todas las tareas.
- Datos: Q6095775